# Gonzalo Rodríguez (piloto)
Gonzalo Rodríguez Bongoll (Montevideo, Uruguay; 22 de enero de 1971-Monterrey, California, Estados Unidos; 11 de septiembre de 1999) fue un piloto uruguayo de automovilismo. Compitió en las categorías internacionales de monoplazas Fórmula 3000 Internacional y CART. Falleció al chocar durante la clasificación de una fecha de esta última.

## Biografía
Rodríguez comenzó su carrera deportiva en su país, primero en karting y luego en la Fórmula 4 Uruguaya. En 1992 inició su trayectoria en Europa dentro de la Fórmula Ford Española, y para 1993 pasó a la Fórmula Renault Española. En 1994 continuó su carrera en Inglaterra en la Fórmula Renault británica. En 1995 firmó con el equipo Alan Docking de la  Fórmula 3 Británica donde realizó actuaciones destacadas,  en 1996 participó de la Fórmula 2 Británica compitiendo en la escudería Edenbridge, finalizando tercero en el campeonato.
La parte más importante de la carrera de Rodríguez arrancó en 1997, cuando ingresó a la Fórmula 3000 Internacional. Allí consiguió en 1998 su primera victoria en Spa-Francorchamps, a la que continuó otra en Nürburgring, que le significaron concluir el año en tercera colocación. En 1999 venció en el circuito de Mónaco, fue contendiente al título y finalizó tercero en el campeonato. También ganó el Gran Premio de Punta del Este del Superturismo Sudamericano, disputado en el aeródromo de El Jagüel, al volante de un BMW Serie 3.
En ese mismo año, Rodríguez pegó el salto a la CART, como compañero de Al Unser Jr. en el equipo Penske Racing. Realizó su debut en el circuito callejero de Detroit, en el que llegó 12º y sumó un punto para el campeonato.

## Accidente y fallecimiento
En su segunda participación en la CART, en el circuito de Laguna Seca, en Monterrey (California, Estados Unidos), fue víctima de un choque que le provocó la muerte. Durante las pruebas de clasificación, su acelerador quedó atascado provocando que su monoplaza se saliera de pista a 260 km/h y se estrellara contra un muro de cemento en la curva Corkscrew. El impacto hizo que su coche volara y cayera dado vuelta al otro lado del muro. Rodríguez falleció instantáneamente de fractura de la base del cráneo causada por el impacto contra el muro.
Su compañero de equipo Al Unser, Jr. señaló en su biografía de 2021 Al Unser, Jr: A Checkered Past, escrita por Jade Gurss, que durante la temporada había alternado entre el Penske PC-27 y el Lola B99/00 según el circuito. El Penske usaba una caja de cambios Xtrac, mientras que el Lola usaba una caja de cambios Hewland. Unser señaló que "(el Lola B99/00) se atascaba en punto muerto si intentabas reducir la marcha demasiado rápido. A mí me pasó un par de veces durante las pruebas, por eso preferí el (Penske PC-27). Al subir la colina (antes del Corkscrew), hay un punto antes de llegar a la cima en el que tienes que soltar (el acelerador) para reducir la marcha y detener la cosa. Creo que lo llevaba hasta la cima de la colina como (el Reynard 99I equipado con Xtrac). Había un límite en la velocidad a la que se podía cambiar a una marcha más baja en el Lola".
Unser creía que la caja de cambios había cambiado a punto muerto durante el choque.
Sus restos descansan en un nicho común, en el Cementerio del Buceo en Montevideo. Allí hay un monumento en su homenaje, así como en el Autódromo Víctor Borrat Fabini, donde la antigua «curva del Parador» lleva su nombre. La Federación Uruguaya de Karting retiró el número 5 que utilizaba en su juventud.

## Legado
En el año 2015, se estrenó Gonchi: la película, un documental sobre la vida del uruguayo, con testimonios de familiares y otros pilotos y dirigentes de automovilismo de la época.

### Fundación
Tras su muerte, su hermana Nani Rodríguez junto a amigos y seguidores crearon la Fundación Gonzalo Rodríguez, cuya función inicial fue mejorar la calidad de vida de los niños uruguayos, a través de diversos programas de acción social usando el deporte como herramienta central. En 2007, la fundación amplió su alcance y comenzó a involucrarse también en la educación y seguridad vial. Dentro de su mecanismo de financiamiento, realiza una cena de caridad al finalizar cada temporada de la Fórmula 2 (el certamen de monoplazas heredero de la Fórmula 3000 Internacional), en la que entrega los Winning Attitude Awards a las acciones más destacadas de pilotos y equipos de la categoría.

## Resumen de carrera
| Temporada | Categoría                               | Equipo                 | Carreras | Victorias | Poles | VR | Podios | Puntos | Pos. |
| --------- | --------------------------------------- | ---------------------- | -------- | --------- | ----- | -- | ------ | ------ | ---- |
| 1992      | Fórmula Ford Española                   | Team 92                | ?        | ?         | ?     | ?  | ?      | 94     | 2.º  |
| 1993      | Campeonato de España de Fórmula Renault | Team 92                | ?        | ?         | ?     | ?  | ?      | 61     | 3.º  |
| 1994      | Eurocopa de Fórmula Renault             | Minister International | ?        | 1         | ?     | ?  | 1      | 69     | 10.º |
| 1994      | Fórmula Renault 2.0 Británica           | Minister International | ?        | 1         | ?     | ?  | ?      | 128    | 3.º  |
| 1995      | Gran Premio de Macao                    | Alan Docking Racing    | 1        | 0         | 0     | 0  | 0      | N/A    | 12.º |
| 1995      | Fórmula 3 Británica                     | Alan Docking Racing    | 18       | 0         | 0     | 0  | 1      | 42     | 12.º |
| 1996      | Fórmula 3 Británica                     | Alan Docking Racing    | 4        | 0         | 0     | 0  | 0      | 9      | 14.º |
| 1996      | Fórmula 2 Británica                     | Edenbridge Racing      | 6        | 0         | 0     | 2  | 4      | 22     | 4.º  |
| 1997      | Fórmula 3000 Británica                  | Redman & Bright        | 1        | 0         | 0     | 0  | 1      | 0      | NC   |
| 1997      | Fórmula 3000 Internacional              | Redman & Bright F3000  | 7        | 0         | 0     | 0  | 0      | 0.5    | 22.º |
| 1998      | Fórmula 3000 Internacional              | Team Astromega         | 12       | 2         | 0     | 2  | 4      | 33     | 3.º  |
| 1999      | CART World Championship Series          | Marlboro Team Penske   | 1        | 0         | 0     | 0  | 0      | 1      | 32.º |
| 1999      | Fórmula 3000 Internacional              | Team Astromega         | 8        | 1         | 0     | 2  | 3      | 27     | 3.º  |
| Fuente:   |                                         |                        |          |           |       |    |        |        |      |

## Resultados

### Fórmula 3000 Internacional
(Clave) (negrita indica pole position) (cursiva indica vuelta rápida)

| Año      | Escudería             | 1       | 2     | 3       | 4       | 5       | 6       | 7     | 8       | 9     | 10      | 11      | 12    | Pos. | Puntos |
| -------- | --------------------- | ------- | ----- | ------- | ------- | ------- | ------- | ----- | ------- | ----- | ------- | ------- | ----- | ---- | ------ |
| 1997     | Redman & Bright F3000 | SIL DNQ | PAU   | HEL Ret | NÜR 6   | PER Ret | HOC 17  | A1R 7 | SPA     | MUG 8 | JER Ret |         |       | 22.º | 0.5    |
| 1998     | Team Astromega        | OSC Ret | IMO 3 | CAT 21  | SIL Ret | MON 2   | PAU Ret | A1R 4 | HOC 11  | HUN 7 | SPA 1   | PER Ret | NÜR 1 | 3.º  | 33     |
| 1999     | Team Astromega        | IMO 5   | MON 1 | CAT 2   | MAG Ret | SIL 15  | A1R DNQ | HOC 4 | HUN Ret | SPA 2 | NÜR     |         |       | 3.º  | 27     |
| Fuentes: |                       |         |       |         |         |         |         |       |         |       |         |         |       |      |        |

### CART World Championship Series
| Año     | Escudería            | Chasis      | Motor                | 1   | 2   | 3   | 4   | 5   | 6   | 7   | 8   | 9   | 10  | 11  | 12  | 13     | 14  | 15  | 16  | 17    | 18  | 19  | 20  | Pos. | Puntos |
| ------- | -------------------- | ----------- | -------------------- | --- | --- | --- | --- | --- | --- | --- | --- | --- | --- | --- | --- | ------ | --- | --- | --- | ----- | --- | --- | --- | ---- | ------ |
| 1999    | Marlboro Team Penske | Lola B99/00 | Mercedes-Benz IC108E | MIA | MOT | LBH | NZR | RIO | STL | MIL | POR | CLE | ROA | TOR | MIS | DET 12 | MDO | CHI | VAN | LS WD | HOU | SRF | FON | 32.º | 1      |
| Fuente: |                      |             |                      |     |     |     |     |     |     |     |     |     |     |     |     |        |     |     |     |       |     |     |     |      |        |